# Elisa Alicia Lynch
Elisa Lynch, originalmente Elisabet Alícia Lynch (Condado de Cork, 19 de novembro de 1833 - Paris, 27 de julho de 1886), foi a primeira-dama (não-oficial) do Paraguai, mais conhecida como Elisa Alicia Lynch. Irlandesa de nascimento, filha do médico John Lynch e de Jane Lloyd.

## Biografia
Aos 19 anos, em um baile dado no Palácio das Tulherias por Napoleão III, Elisa conheceu Francisco Solano López, filho do presidente do Paraguai, Carlos Antonio López, de visita em París e grande admirador do imperador, e o irmão deste, Benigno.
Este decidiu trazê-la consigo para o Paraguai, onde, segundo ele, ela se tornaria a Imperatriz da América Latina. Forte apoiadora das estratégias de guerra, insistia na posição do Paraguai contra a Tríplice Aliança. Fontes contrárias a ela fundamentam que todos os saques contendo luxuosidades ficassem em seu poder. Outras fontes sugerem que Elisa era implacável com os inimigos.
No Paraguai há um sentimento popular que Elisa foi uma mulher bondosa e que fazia ações de caridade ajudando vítimas da controversa Guerra do Paraguai. Fontes asseguram que ainda teve fôlego para cavar a sepultura do marido após ele ser morto em ataque sofrido na etapa final da Guerra do Paraguai e também de um filho morto na mesma ocasião.
Após ser aprisionada, ela foi levada a bordo de um navio chamado Princesa para Assunção, onde foi banida da nação pelo recém-criado governo provisório, constituído por paraguaios que lutaram a favor das forças aliadas e contra o exército de López. Ela voltou para a Europa com seus filhos restantes; e depois de cinco anos, e sob promessas do então presidente paraguaio Juan Bautista Gill de que seria respeitada, ela decidiu retornar ao Paraguai para se estabelecer lá e tentar reivindicar sua antiga propriedade. Ao chegar, no entanto, ela foi julgada e banida do país permanentemente pelo presidente Gill. Foi durante esses eventos que ela escreveu seu livro.
Eliza Lynch morreu na obscuridade em Paris em 25 de julho de 1886. Mais de cem anos depois, seu corpo foi exumado e trazido de volta ao Paraguai, onde o ditador general Alfredo Stroessner a proclamou heroína nacional. Seus restos mortais estão agora localizados no cemitério nacional "Cementerio de la Recoleta".

## Legado e percepção histórica
Alguns historiadores acreditam que Eliza Lynch foi a responsável por induzir Francisco Solano López a iniciar a Guerra do Paraguai. Durante seu tempo como primeira-dama, Eliza Lynch educou a sociedade paraguaia em muitos costumes europeus e foi a grande responsável pela introdução de eventos sociais e clubes. Ela é considerada uma figura proeminente da guerra por seu apoio às tropas e sua disposição de permanecer com López até o amargo fim. Ela também introduziu os jantares protocolares com os embaixadores e mandou compor várias músicas. Esta música perdura até hoje. Ela transformou a mulher paraguaia em seu jeito de se vestir e pensar. Lynch é conhecida como Madame ou Madame Lynch no Paraguai devido às suas origens europeias, e o fato de nunca ter se casado com López.

## Livro

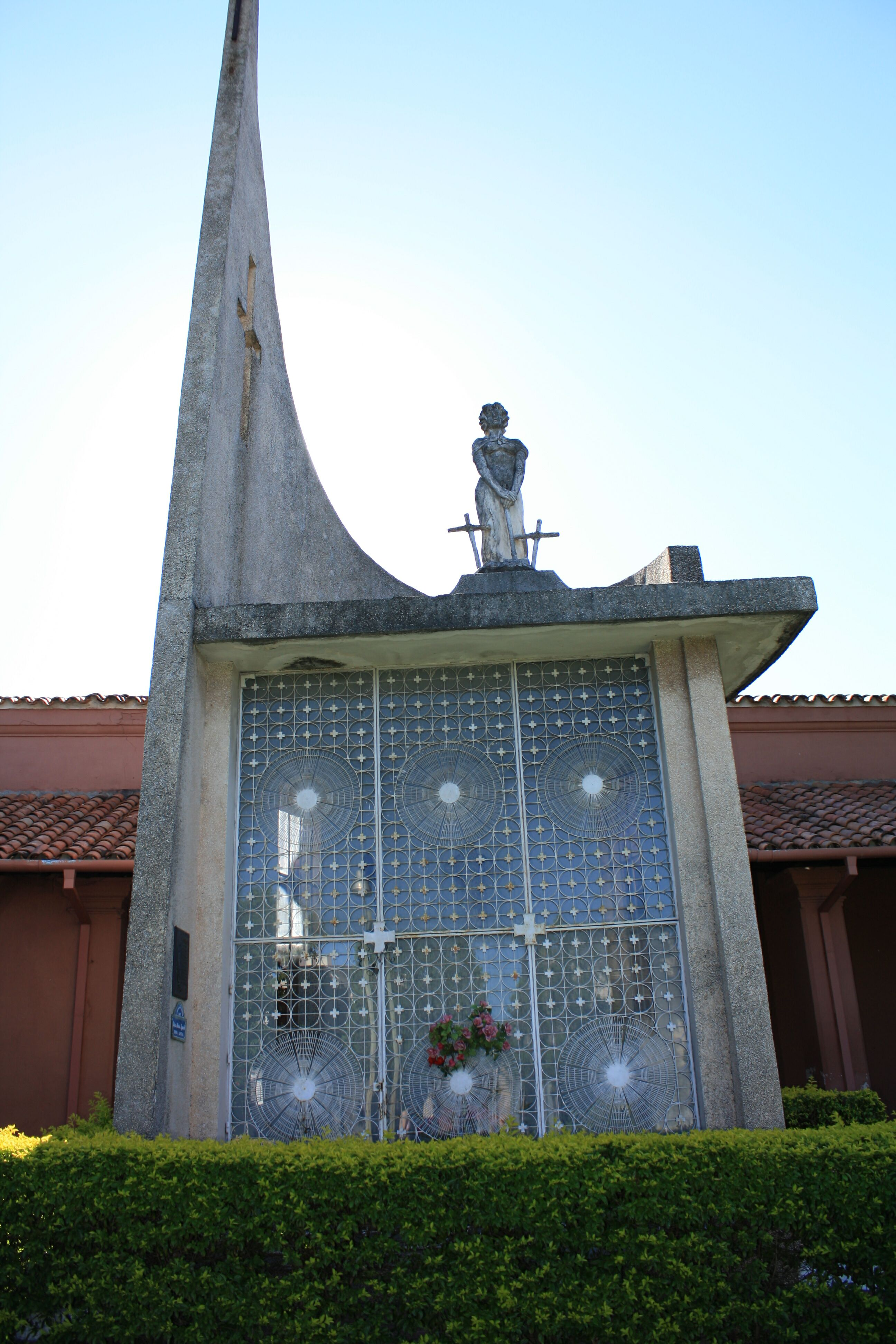
Mausoléu de Eliza Alicia Lynch no Cemitério Recoleta em Assunção

Escreveu e publicou um livro: Exposição e protesto que faz Elisa Lynch, publicado em Buenos Aires em 1875, reivindicando flexibilidade da condição de exilada e por justiça com os bens retidos pelo governo dos vencedores da Guerra do Paraguai.

## Filhos
- Juan Francisco "Panchito" (1855-1870)
- Corina (1856-1857)
- Enrique (1858-1917)
- Federico (1860-1904)
- Carlos (1861-1924)
- Leopoldo (1862-1870)
- Miguel Marcial (1866-?)